# Skagit
 Ovo je glavno značenje pojma Skagit. Za druga značenja pogledajte Skagit (razdvojba).
Skagit (Upper Skagit), pleme ili grupa plemena američkih Indijanaca porodice Salishan nastanjenih duž rijeka Skagit, Suiattle, Sauk i Stillaguamish na zapadu Washingtona. Skagit Indijanci izvorno su se sastojali od 12 lokalnih grupa od kojih su se u suvremeno vrijeme Stillaguamish osamostalili a Sauk i Suiattle ujedinili u jedno pleme. Dvanaest lokalnih skupina su: 
1. Base'lelotsed, s rijeke Skagit, a pripadalo im je i selo Tca'gwalk, na ušću rijeke Sauk.
2. Baska'dsadsiuk, na južnoj obali Skagita, između Hamiltona i Birdsviewa,
3. Baske'kwiuk, blizu Rockporta, na rijeci Skagit. Imali su i selo na Marble Mountu.
4. Baslo'halok, na Skagitu od Hamiltona do Birdsviewa.
5. Duwa'ha, od South Bellinghama do Bayviewa, i dijelom na rijeci Samish i jezerima Whatcom i Lake Samish, uključujući i selo Batsla'thllaos, na Padilla Bayu.
6. Nookachamps, na rijeci Skagit od Mount Vernona do Sedro Wooleya. Njima su pripadala i sela kod Mount Vernona i Tsla'tlabsh na Big Lake.
7. Sauk, ovo pleme je s rijeke Sauk. Selo su imali kod Darringtona. Danas su udruženi sa Suiattle Indijancima pod kolektivnim imenom Sauk-Suiattle.
8. Sba'leuk, s rijeke Skagit, blizu Birdsviewa. Na mjestu njihovo sela danas je gradić Concrete. nazivani i Sba-le-och.
9. Sikwigwi'lts, na rijeci Skagit od Sedro Wooleya pa do Lymana.
10. Stillaguamish, pleme s rijeke Stillaguamish, danas samostalno. Imali su sela na području Arlingtona i Traftona.
11. Suiattle, pleme s rijeke Suiattle. pripadalo im je i selo kod ušća Suiattle. Danas su udruženi s plemenom Sauk.
12. Tcubaa'bish, na rijeci Skagit, od Lymana do Hamiltona. Imali su selo na ušću Dry Creeka. Ovo pleme ponegdje se navodi i kao Cho-bah-ah-bish.[1]

Skagit plemena danas žive na rezervatima Upper Skagit, na koji su smješteni po ugovoru Point Elliott iz 1855. Pleme Sauk-Suiattle ostalo je živjeti na tradicionalnom području kod Darringtona u Washingtona. od prvotnog broja (4,000; prije 1855) broj im je 1924. sveden na 18. potomci im žive na melenom rezervatu Sauk Suiattle. Danas samostalno pleme Stillaguamish živi na rezervatu Stillaguamish u okrugu Snohomish.

## Jezik
Jezik Skagit Indijanaca pripada porodici Salishan i smatra se identičnim jeziku Swinomish Indijanaca. 

## Povijest
S plemenima područja Puget Sounda španjolski, engleski i američki istraživači dolaze u kontakt u ranom 17. stoljeću, a prvi naseljenici se u dolini Skagita naseljavaju 1846. Uskoro po njihovom dolasku doći će do konflikata Skagita sa za zemljom uvijek gladnih bijelih naseljenika. Godine 1855, dana 22 siječnja potpisat će ugovor Point Elliott 80 plemenskih vođa računajući i poglavice Skagita. jedanaest bandi Skagit Indijanaca (ne računajući ovdje Stillaguamishe) postat će poznato kao Upper Skagit.

## Etnografija
Skagit Indijanci s područja uz obalu Washingtona kulturno pripadaju području Sjeverozapadne obale. Gibbs među njih klasificira razne grupe nastanjene na i oko ušća gornjeg Skagita i otoka Whidbey (ovi su poznati kao Lower Skagit ili Whidbey Island Skagits). Swanton ih tretira za Swinomishe) i nadalje grupe Kikiallus (prema Swantonu pripadaju Swinomishima), Nukwatsamish, Towahha, Smalihu, Sakumehu, Miskaiwhu, Miseekwigweelis, Swinomish (koji se ponekad navode kao ogranak Skagita) i Skwomamish. Swanton ove grupe ne spominje na popisu bandi Skagita a Lower Skagita klasificira kao ogranak Swinomisha.
Prema arheološkim nalazima bazen upper Skagita naseljen je najmanje 8,500 godina. Skagiti ili Upper (Gornji) Skagiti živjeli su slično kao i navedene susjedne grupe od ribolova, lova na morske sisare i sakupljanja mekušaca (školjkaša uz obalu oceana. Dolaskom lososa ribari sjedaju u svoje kanue i odlaze u svoje ribarske kampove. Lososi se hvataju, suše i spremaju za zimu. Kulturu karakterizira i upotreba cedrovog drveta iz kojega se grade kanui i 'duge kuće', kolektivne nastambe za proširene obitelji. Ove obitelji imale su u dugoj kući svoja ognjišta koja su se nalazila upravo ispod otvora za dim na krovu.

## Vanjske poveznice
- Upper Skagit Tribe